# Tullio Altamura
Tullio Altamura (* 18. Juli 1924 in Bologna; † 6. Juni 2005 in Rom) war ein italienischer Schauspieler und Journalist.

## Leben
Altamura, Sohn eines Offiziers, beendete seine schulische Laufbahn in Rom, wo er bereits mit Vittorio Gassman beim internen Radioprogramm Erfahrung sammelte, und spezialisierte sich zunächst auf Rezitationen; sein Geld verdiente er als Journalist und Gelegenheitsdarsteller beim Film.
Die Arbeit vor den Kameras intensivierte er mit Beginn der 1960er Jahre und drehte zahlreiche Filme im Genrekino, v. a. abenteuerliche Stoffe. Als Pseudonym verwendete er dabei mehrfach Tor Altmayer. Nach zahlreichen Auftritten als Bankier, Geschäftsmann, Graf oder Bandenchef in Italowestern, Agentenfilmen und Mantel-und-Degen-Streifen beendete er seine schauspielerische Karriere zu Beginn der 1970er und drehte Dokumentarfilme und soziologische Stoffe für das Fernsehen, für das er gelegentlich schon seit 1957 als Darsteller gearbeitet hatte. Beim 41. Festival Internazionale del cinema di Salerno wurde er für seinen Dokumentarfilm Itinerario differente mit einem Preis ausgezeichnet.
Altamura ist am 6. Juni 2005 in Rom gestorben.

## Filmografie (Auswahl)
- 1954: Il cardinale Lambertini
- 1957: Orgoglio e pregiudizio (Fernsehminiserie, 2 Folgen)
- 1959: Diebe sind auch Menschen (Audace colpo dei soliti ignoti)
- 1960: Küste der Piraten (I pirati della costa)
- 1960: Die lange Nacht von 43 (La lunga notte del ’43)
- 1960: Rote Lippen – schlanke Beine (Labbra rosse)
- 1960: Seddok – Der Würger mit der Teufelskralle (Seddok, l'erede di Satana)
- 1961: Die Abenteuer der Totenkopfpiraten (Il terrore dei mari)
- 1961: Herkules erobert Atlantis (Ercole alla conquista di Atlantide)
- 1961: Maciste, der Sohn des Herkules (Maciste nella terra dei ciclopi)
- 1961: Der schwarze Brigant (Il segreto dello sparviero nero)
- 1961: I magnifici tre
- 1961: Piratenkapitän Mary (Le avventure di Mary Read)
- 1961: Tödliche Rache (Una spada nell'ombra)
- 1962: Einer gegen sieben (Duello nella Sila)
- 1962: Frauen für die Teufelsinsel (Le prigionere dell'siola del diavolo)
- 1962: Kampf der Giganten (Ursus gladiatore ribelle)
- 1962: Das Zeichen der Musketiere (Il colpo degreto di d'Artagnan)
- 1962: Zorros Heimkehr und Rache (Zorro alla corte di Spagna)
- 1963: Don Ramiro hat verspielt (Golia e il cavaliere mascherato)
- 1963: Die Höllenhunde des Dschingis KHan (Maciste contro i Mongoli)
- 1963: Katharina von Russland (Caterina di Russia)
- 1963: Robin Hood in der Stadt des Todes (L’invincible cavaliere mascherato)
- 1963: Samson und die weißen Sklavinnen (Sansone contro i pirati)
- 1964: Heiße Spur Kairo-London (La sfinge sorride prima di morire – Stop Londra)
- 1964: Herkules – Rächer von Rom (Ercole contro Roma)
- 1964: Herkules gegen die Tyrannen von Babylon (Ercole contro i tiranni di Babilonia)
- 1964: Der Löwe von Theben (Il leone di Tebe)
- 1964: Der Rächer von Golden Hill (Cuatro balazos)
- 1964: Spartacus – Der Held mit der eisernen Faust (Il colosso di Roma)
- 1964: Der Tribun von Rom (Coriolano eroe senza patria)
- 1964: Die Vernichtung des Dschingis Khan (Maciste nell'inferno di Gengis Khan)
- 1965: Der Killer der sündigen Mädchen (Le notti della violenza)
- 1965: Ein Loch im Dollar (Un dollaro bucato)
- 1965: Die Rache des Ivanhoe (La rivincita di Ivanhoe)
- 1965: Vergeltung am Wichita-Paß (Gli eroi di Fort Worth)
- 1966: Computer für Mord (A.D.3 operazione squalo bianco)
- 1966: Die Höllenkatze des Kong-Fu (Le spie amano i fiori)
- 1966: King hetzt 7 Killer (Un milione di dollari per sette assassini)
- 1966: Der Mann mit den 1000 Masken (Upperseven)
- 1966: Rififi in Amsterdam (Rififi ad Amsterdam)
- 1966: Seitensprung auf italienisch (Adulterio all'italiana)
- 1966: Unsere Ehemänner (I nostri mariti)
- 1967: Hochkarätiger Einsatz (L'uomo del colpo perfetto)
- 1967: Mach mich kalt, ich friere (Fai in fretta ad uccidermi… ho freddo!)
- 1967: Mike Morris jagt Agenten in die Hölle (Il raggio infernale)
- 1967: Wanted (Wanted)
- 1967: Zeit der Geier (Il tempo degli avvoltoi)
- 1968: Das Geheimnis der jungen Witwe (La morte non ha sesso)
- 1968: Der Sohn des Schwarzen Adlers (Il figlio di Aquila Nera)
- 1969: Poppea – Die Kaiserin der Gladiatoren (Le calde notti di Poppea)
- 1969: Sartana – Töten war sein täglich Brot (Sono Sartana, il vostro becchino)
- 1969: Zorro alla corte d’Inghilterra
- 1976: Il garofano rosso (Fernseh-Miniserie)